# 356 (số)
356 (ba trăm năm mươi sáu) là một số tự nhiên ngay sau 355 và ngay trước 357.
356 = 2 2 × 89, hàm Mertens trả về 0.